# Wielka Brytania na Zimowych Igrzyskach Olimpijskich 1924
Wielką Brytanię na Zimowych Igrzyskach Olimpijskich 1924 reprezentowało 44 zawodników: 41 mężczyzn i trzy kobiety kobieta. Był to pierwszy start reprezentacji Wielkiej Brytanii na zimowych igrzyskach olimpijskich.

## Zdobyte medale
| Medal  | Zawodnik | Dyscyplina           | Konkurencja      | Rezultat   |
| ------ | --- | -------------------- | ---------------- | ---------- |
| Złoto  | William Jackson, Robin Welsh, Thomas Murray, Laurence Jackson | Curling              | turniej mężczyzn |            |
| Srebro | Ralph Broome, Terence Arnold, Alexander Richardson, Rodney Soher | Bobsleje             | czwórka mężczyzn | 5:48,83    |
| Brąz   | Colin Carruthers, Eric Carruthers, Ross Cuthbert, Edward Pitblado, Hamilton Jukes, William Anderson, Lorne Carr-Harris, Blaine Sexton, Geoffrey Holmes, Guy Clarkson | Hokej na lodzie      | turniej mężczyzn |            |
| Brąz   | Ethel Muckelt | Łyżwiarstwo figurowe | solistki         | 250,07 pkt |

## Skład kadry

### Bobsleje
Mężczyźni
| Osada   | Zawodnik                                                      | Konkurencja | Ślizg 1 | Ślizg 2 | Ślizg 3 | Ślizg 4 | Łącznie | Pozycja |
| ------- | ------------------------------------------------------------- | ----------- | ------- | ------- | ------- | ------- | ------- | ------- |
| GBR - 1 | Ralph Broome Terence Arnold Alexander Richardson Rodney Soher | Czwórka     | 1:28,73 | 1:28,67 | 1:25,76 | 1:25,67 | 5:48,83 | srebro  |
| GBR - 2 | William Horton Archibald Crabbe Gerard Fairlie George Pim     | Czwórka     | 1:42,33 | 1:41,28 | 1:38,58 | 1:38,52 | 6:40,71 | 5.      |

### Curling
Skład reprezentacji Wielkiej Brytanii:
- William Jackson
- Robin Welsh
- Thomas Murray
- Laurence Jackson

#### Runda kwalifikacyjna
Turniej został rozegrany systemem kołowym - najlepsza drużyna zdobywała złoty medal
| # | Kraj            | Pkt. |
| - | --------------- | ---- |
| 1 | Wielka Brytania | 10   |
| 2 | Szwecja II      | 5    |
| 3 | Francja         | 0    |
|   | Szwecja I       | 0    |

| 29 stycznia 192410:00 | Wielka Brytania | 38:7 | Szwecja I | Sędzia: F. Cournollet |
| 29 stycznia 192410:00 |                 | 38:7 |           | Sędzia: F. Cournollet |

| 30 stycznia 192410:00 | Francja | 4:46 | Wielka Brytania | Sędzia: M. Severin |
| 30 stycznia 192410:00 |         | 4:46 |                 | Sędzia: M. Severin |

### Hokej na lodzie
Reprezentacja mężczyzn
| - Colin Carruthers - Eric Carruthers - Ross Cuthbert - Edward Pitblado - Hamilton Jukes |  | - William Anderson - Lorne Carr-Harris - Blaine Sexton - Geoffrey Holmes - Guy Clarkson |

Reprezentacja Wielkiej Brytanii brała udział w rozgrywkach grupy B turnieju olimpijskiego zajmując w niej drugie miejsce i awansując do rundy finałowej.

#### Runda pierwsza
Grupa B
| Drużyna           | M | Mecze | Mecze | Mecze | Bramki | Bramki | Bramki | Pkt |
| Drużyna           | M | W     | R     | P     | +      | -      | +/-    | Pkt |
| ----------------- | - | ----- | ----- | ----- | ------ | ------ | ------ | --- |
| Stany Zjednoczone | 3 | 3     | 0     | 0     | 52     | 0      | +52    | 6   |
| Wielka Brytania   | 3 | 2     | 0     | 1     | 34     | 16     | +18    | 4   |
| Francja           | 3 | 1     | 0     | 2     | 9      | 42     | -33    | 2   |
| Belgia            | 3 | 0     | 0     | 3     | 8      | 45     | -37    | 0   |

Wyniki
| 29 stycznia 1924 | Francja | 2:15 | Wielka Brytania |  |

| Godzina: 10:30 |  | (1:5, 1:3, 0:7) |  | Sędzia główny: M.Ramsay |

| 30 stycznia 1924 | Belgia | 3:19 | Wielka Brytania |  |

| Godzina: 10:45 |  | (1:8, 1:6, 1:5) |  | Sędzia główny: M.De Rauch |

| 31 stycznia 1924 | Stany Zjednoczone | 11:0 | Wielka Brytania |  |

| Godzina: 09:30 |  | (6:0, 2:0, 3:0) |  | Sędzia główny: M.R.Lacroix |

#### Runda medalowa
Do wyników tej rundy zostały zaliczone wyniki z rundy eliminacyjnej pomiędzy drużynami, które awansowały do rundy medalowej.
| Drużyna           | M | Mecze | Mecze | Mecze | Bramki | Bramki | Bramki | Pkt |
| Drużyna           | M | W     | R     | P     | +      | -      | +/-    | Pkt |
| ----------------- | - | ----- | ----- | ----- | ------ | ------ | ------ | --- |
| Kanada            | 3 | 3     | 0     | 0     | 47     | 3      | +44    | 6   |
| Stany Zjednoczone | 3 | 2     | 0     | 1     | 32     | 6      | +26    | 4   |
| Wielka Brytania   | 3 | 1     | 0     | 2     | 6      | 33     | -27    | 2   |
| Szwecja           | 3 | 0     | 0     | 3     | 3      | 46     | -33    | 0   |

Wyniki
| 1 lutego 1924 | Kanada | 19:2 | Wielka Brytania |  |

| Godzina: 13:30 |  | (6:2, 6:0, 7:0) |  | Sędzia główny: M. De Rauch |

| 2 lutego 1924 | Wielka Brytania | 4:3 | Szwecja |  |

| Godzina: 14:30 |  | (0:1, 2:2, 2:0) |  | Sędzia główny: M. De Rauch |

### Łyżwiarstwo figurowe
| Zawodnik                           | Konkurencja   | Nota   | Pozycja |
| ---------------------------------- | ------------- | ------ | ------- |
| Ethel Muckelt                      | Solistki      | 250,07 | brąz    |
| Kathleen Shaw                      | Solistki      | 221,00 | 7.      |
| John Page                          | Soliści       | 295,36 | 5.      |
| Herbert Clarke                     | Soliści       | 219,75 | 10.     |
| Ethel Muckelt John Page            | Pary sportowe | 9,93   | 4.      |
| Mildred Richardson T.D. Richardson | Pary sportowe | 7,68   | 8.      |

### Łyżwiarstwo szybkie
Mężczyźni
| Zawodnik      | Konkurencje   | Konkurencje   | Konkurencje    | Konkurencje    | Konkurencje    | Konkurencje    | Konkurencje              | Konkurencje              | Konkurencje              | Konkurencje              |
| Zawodnik      | Bieg na 500 m | Bieg na 500 m | Bieg na 1500 m | Bieg na 1500 m | Bieg na 5000 m | Bieg na 5000 m | Bieg na 10 000 m         | Bieg na 10 000 m         | Wielobój                 | Wielobój                 |
| Zawodnik      | Czas          | Miejsce       | czas           | Miejsce        | Czas           | Miejsce        | Czas                     | Miejsce                  | Punkty                   | Miejsce                  |
| ------------- | ------------- | ------------- | -------------- | -------------- | -------------- | -------------- | ------------------------ | ------------------------ | ------------------------ | ------------------------ |
| Fred Dix      | 56,4          | 23.           |                |                |                |                |                          |                          | Nie ukończył konkurencji | Nie ukończył konkurencji |
| Tom Sutton    | 1:00,8        | 25.           |                |                |                |                |                          |                          | Nie ukończył konkurencji | Nie ukończył konkurencji |
| Cyril Horn    | 1:04,4        | 27.           |                |                |                |                |                          |                          | Nie ukończył konkurencji | Nie ukończył konkurencji |
| Albert Tebbit |               |               |                |                | 11:01,0        | 20.            | Nie ukończył konkurencji | Nie ukończył konkurencji |                          |                          |